# Deutsche Schule Izmir
Die Deutsche Botschaftsschule Zweigstelle Izmir ist die 140. Deutsche Auslandsschule. Sie wurde 2008 gegründet und befindet sich außerhalb des Stadtzentrums von Izmir in Urla-Kuşçular. Die Gesamtschule mit angeschlossenem Kindergarten ist eine Zweigstelle der Deutschen Schule Ankara und wird von rund 180 Kindern und Jugendlichen im Alter zwischen zwei und 20 Jahren besucht sowie von rund 40 Mitarbeitern betreut (Stand 2018).

## Geschichte
Im November 2007 kam es zu einem erneuten Anlauf einer kleinen Gruppe Interessierter, die sich zum Ziel setzte, „eine Schule zu schaffen, die auf soliden finanziellen und rechtlichen Füßen steht und eine ideale Lebens- und Lernumgebung für unsere Kinder bietet“. Mit Unterstützung seitens der NATO, der Wirtschaft und des deutschen Generalkonsulats Izmir gelang im Jahr 2008 die Gründung.
Am letzten Unterrichtstag vor Beginn der Sommerferien, im Juni 2018 ließ die zuständige Regionalbehörde des türkischen Erziehungsministeriums die Schule schließen, da es „keine rechtliche Grundlage“ für ihren Betrieb gebe. Am 27. August startete die Schule dann aber wieder in das Schuljahr 2018/19.

## Schulorganisation
Die Schule verfolgt die Ziele der deutschen auswärtigen Kultur- und Bildungspolitik und ist auf deutsche Bildungsziele ausgerichtet. Die nicht-profitorientierte Privatschule bietet Unterricht nach Thüringer Lehrplänen in deutscher Sprache an. Damit stellt die Schule die schulische Versorgung deutscher und deutschsprachiger Kinder in Izmir und Umgebung sicher. Zudem bietet die Deutsche Schule Izmir die Möglichkeit an, für türkische Rückkehrer aus Deutschland die Ausbildung ihrer Kinder unter gleichen Bedingungen weiterzuführen.
Die Deutsche Botschaftsschule Zweigstelle Izmir untersteht dem Generalkonsulat der Bundesrepublik in Izmir.
Träger der Deutschen Schule Izmir ist der Schulverein der Deutschen Schule Izmir – Privatschule der Deutschen Botschaft Ankara.
Die Schule besitzt die Genehmigung des türkischen Außenministeriums.
Der Unterricht erfolgt auf Basis der Lehrpläne des Landes Thüringen für Gymnasien und bereitet die Schüler auf deutsche Schulabschlüsse vor.

### Kindergarten und Vorschule
Im Kindergarten und in der Vorschule werden die Kinder gezielt auf den Übertritt in die erste Klasse der Grundschule vorbereitet. Sie erhalten spezielle Förderung im grob- und feinmotorischen Bereich, lernen Grundvoraussetzungen für das Lesen- und Schreibenlernen und bauen ihre Zahl- und Mengenvorstellungen aus. Auch die sozialen Kompetenzen und deren Förderung stehen im Mittelpunkt. Die Kinder durchlaufen vor der Aufnahme in die Vorschule einen Sprachtest, mit dem eventueller Förderbedarf festgestellt werden kann. Kinder, deren Muttersprache nicht Deutsch ist, erhalten eine zusätzliche sprachliche Förderung.

### Grundschule
In den Klassen 1 bis 4 wird Wert auf offene Unterrichts- und Lernformen wie Wochenplan, Projekt- und Stationenarbeit gelegt, um damit die Grundlage für das eigenverantwortliche Lernen zu bilden. In kleinen Klassen werden die Kinder betreut und vielfältig gefördert.

### Sekundarstufe I
In der Sekundarstufe I (Klasse 5–10) werden die in der Grundschule erlernten Methoden vertieft und mit den Inhalten und Themen des Fachunterrichts der Sekundarstufe I verknüpft. Klasse 5 ist als Orientierungsstufe eingerichtet, an deren Ende die Schüler nach Schulformen eingestuft werden. Unterrichtet wird im Klassenverband nach dem gymnasialen Thüringer Lehrplan, wobei Haupt- und Realschüler binnendifferenziert unterrichtet werden. Zum Ende der Sekundarstufe I erwerben die Schüler den Haupt- oder Realschulabschluss und gegebenenfalls die Berechtigung zum Übertritt in die gymnasiale Oberstufe.

### Sekundarstufe II
Die Schüler der Klasse 11 und 12 haben die Möglichkeit, sich mit dem ils-Fernschulprogramm auf das Abitur vorzubereiten. Sie werden dabei durch Fachlehrer in der Schule betreut. In der Deutschen Schule Izmir wird ein Oberstufenabschluss, das gemischtsprachige International Baccalaureate, angeboten.

## Ganztägige Betreuung
Die Schule bietet für Schüler, die nachmittags keinen Unterricht haben, eine Betreuung bis 16:10 Uhr an. Es kann zwischen verschiedenen Arbeitsgemeinschaften und Hausaufgabenbetreuung gewählt werden.